# Pseudalastor chloroticus
Pseudalastor chloroticus är en stekelart som beskrevs av Borsato 1994. Pseudalastor chloroticus ingår i släktet Pseudalastor och familjen Eumenidae. Inga underarter finns listade i Catalogue of Life.